# Рамсгейт
Рамсгейт (на английски: Ramsgate) е град в графство Кент, югоизточна Англия. Населението му е около 40 000 души (2011).
Разположен е на морското равнище в Севернокентската равнина, на брега на Северно море и на 24 километра източно от Кентърбъри. Селището се споменава за първи път през 1275 година, а през XVIII век се превръща във важно пристанище. Днес основа на икономиката му са туризмът и риболовът, край града през 2010 година е пусната в действие най-голямата за времето си офшорна вятърна електроцентрала в света.

## Известни личности
Починали в Рамсгейт
- Огъстъс Пюджин (1812 – 1852), архитект